# Ludwik Klockowski
Ludwik Klockowski (ur. 25 sierpnia 1934 w Bogorii, zm. 6 sierpnia 1991) – polski dyplomata, ambasador w Kambodży (1982–1986).

## Życiorys
Zawodowo związany z Ministerstwem Spraw Zagranicznych. Do 1962 był kierownikiem działu paszportowego w Konsulacie Generalnym w Lille. Do 1977 pracował w Ambasadzie w Pekinie. Następnie radca w Departamencie II MSZ. Od 1982 do 1986 pełnił funkcję ambasadora w Kambodży.